# Andreï Bogdanov
Andreï Vladimirovitch Bogdanov (en russe : Андрей Владимирович Богданов), est un homme  politique russe né le 31 janvier 1970 à Mojaïsk. Il est le chef du Parti démocratique de Russie, un parti libéral, et a été candidat à l'élection présidentielle russe de 2008 (1,30 % des voix). Depuis 2007, il est le grand maître de la Grande Loge de Russie.